# Luca Parmitano
Luca Parmitano (ur. 27 września 1976 w Paterno) – włoski astronauta w Korpusie Europejskich Astronautów dla ESA, w której astronauci pracują przy misjach związanych z Międzynarodową Stacją Kosmiczną. Został wytypowany przez ESA jako astronauta w 2009 roku. Jest także pilotem Włoskich Sił Powietrznych.

## Wykształcenie
Parmitano ukończył Liceo Scientifico Statale 'Galileo Galilei' w Katanii, we Włoszech, w 1995 roku.
W 1999 roku uzyskał stopień licencjata nauk politycznych na Uniwersytecie Neapolitańskim z pracą dotyczącą prawa międzynarodowego. W 2000 ukończył Accademia Aeronautica w Pozzuoli we Włoszech.
W 2001 ukończył podstawowe szkolenie w Amerykańskich Siłach Powietrznych jako europejski pilot NATO.
W 2009 uzyskał stopień magistra z inżynierii lotów eksperymentalnych w Institut supérieur de l’aéronautique et de l’espace (ISAE), w Tuluzie we Francji.

## Kariera
Po ukończeniu szkolenia na pilota w 2001 Parmitano latał samolotem typu AM-X w 13 Eskadrze 32 Skrzydła w bazie Amendola od 2001 do 2007 roku.
W 2007 roku został wybrany przez Włoskie Siły Powietrzne na pilota testowego.
Obecnie jest majorem we Włoskich Siłach Powietrznych. Spędził w powietrzu ponad 2000 godzin. Jest wykwalifikowany do latania na ponad 20 typach samolotów wojskowych i helikopterów. Latał na ponad 40 typach samolotów.
W lutym 2011 roku został wybrany do lotu statkiem Sojuz TMA-09M na Międzynarodową Stację Kosmiczną w 2013 roku. Start misji nastąpił 28 maja, a lądowanie 11 listopada 2013 roku, po 166 dniach lotu. Na stacji Parmitano przeprowadził przeszło 20 eksperymentów oraz wykonał dwa spacery kosmiczne.
W styczniu 2017 roku potwierdzono, że astronauta poleci w swój drugi lot kosmiczny na Międzynarodową Stację Kosmiczną w 2019 roku (Sojuz MS-13).
Stowarzyszenie Uczestników Lotów Kosmicznych (Association of Space Explorers) przyznało mu Universal Astronaut Insignia za lot orbitalny (nr 529).

## Wykaz lotów
| Loty kosmiczne, w których uczestniczył Luca Parmitano | Loty kosmiczne, w których uczestniczył Luca Parmitano | Loty kosmiczne, w których uczestniczył Luca Parmitano | Loty kosmiczne, w których uczestniczył Luca Parmitano | Loty kosmiczne, w których uczestniczył Luca Parmitano | Loty kosmiczne, w których uczestniczył Luca Parmitano | Loty kosmiczne, w których uczestniczył Luca Parmitano |
| №                                                     | Data startu                                           | Statek kosmiczny                                      | Data lądowania                                        | Statek kosmiczny                                      | Funkcja                                               | Czas trwania                                          |
| ----------------------------------------------------- | ----------------------------------------------------- | ----------------------------------------------------- | ----------------------------------------------------- | ----------------------------------------------------- | ----------------------------------------------------- | ----------------------------------------------------- |
| 1                                                     | 28 maja 2013                                          | Sojuz TMA-09M                                         | 11 listopada 2013                                     | Sojuz TMA-09M                                         | inżynier pokładowy                                    | 166 dni 6 godzin 16 minut i 46 sekund.                |
| 2                                                     | 20 lipca 2019                                         | Sojuz MS-13                                           | 6 lutego 2020                                         | Sojuz MS-13                                           | inżynier pokładowy                                    | 201 dni                                               |
| Łączny czas spędzony w kosmosie – ~367 dni            |                                                       |                                                       |                                                       |                                                       |                                                       |                                                       |